# Semibulbus
Semibulbus is een monotypisch geslacht van spinnen uit de  familie van de Oonopidae (dwergcelspinnen).

## Soort
- Semibulbus zekharya Saaristo, 2007